# Convenția de la Varșovia
Convenția pentru unificarea anumitor norme referitoare la transportul aerian internațional, denumită în mod obișnuit Convenția de la Varșovia, este o convenție internațională care reglementează răspunderea pentru transportul internațional de persoane, bagaje sau mărfuri realizate de către aeronave contra cost.
Inițial semnat în 1929 la Varșovia (de aici și numele), a fost modificat în 1955 la Haga, Olanda și în 1971 în Guatemala City, Guatemala. Curțile din Statele Unite au afirmat că, cel puțin pentru anumite scopuri, Convenția de la Varșovia este un instrument diferit de Convenția de la Varșovia, astfel cum a fost modificată prin Protocolul de la Haga.
Convenția de la Montreal, semnată în 1999, a înlocuit sistemul Convenției de la Varșovia.